# رازایفکا
رازایفکا (انگلیسی: Razayevka) یک شهرک در شهرستان بیژبولیاکسکی باشقیرستان کشور روسیه است.